# PSR B1257+12
PSR B1257+12, định danh trước đây PSR 1257+12, định danh khác PSR J1300+1240, còn có tên Lich, là một sao xung cách 2300 năm ánh sáng từ Mặt Trời trong chòm sao Xử Nữ.
Sao xung này có hệ thống hành tinh với ba ngoại hành tinh được biết đến, tương ứng có tên gọi là "Draugr" (PSR B1257+12 A), "Poltergeist" (PSR B1257+12 B) và "Phobetor" (PSR B1257+12 C). Chúng đều là những ngoại hành tinh và hành tinh sao xung đầu tiên được khám phá; A và B vào năm 1992 và C vào năm 1994. A là hành tinh có khối lượng thấp nhất từng được phám phá bởi các phương pháp quan sát, với khối lượng nhỏ hơn hai lần khối lượng Mặt Trăng của Trái Đất.

## Hệ hành tinh
| Thiên thể đồng hành (thứ tự từ ngôi sao ra) | Khối lượng       | Bán trục lớn (AU) | Chu kỳ quỹ đạo (ngày) | Độ lệch tâm     | Độ nghiêng | Bán kính |
| ------------------------------------------- | ---------------- | ----------------- | --------------------- | --------------- | ---------- | -------- |
| A (b / Draugr)                              | 0,020 ± 0,002 M🜨 | 0,19              | 25,262 ± 0,003        | 0,0             | ~50°       | —        |
| B (c / Poltergeist)                         | 4,3 ± 0,2 M🜨     | 0,36              | 66,5419 ± 0,0001      | 0,0186 ± 0,0002 | 53°        | —        |
| C (d / Phobetor)                            | 3,9 ± 0,2 M🜨     | 0,46              | 98,2114 ± 0,0002      | 0,0252 ± 0,0002 | 47°        | —        |